# Miopteryx spiniger
Miopteryx spiniger is een keversoort uit de familie boktorren (Cerambycidae). De wetenschappelijke naam van de soort is voor het eerst geldig gepubliceerd in 1843 door Blanchard in Orbigny.